# Martin Gächter

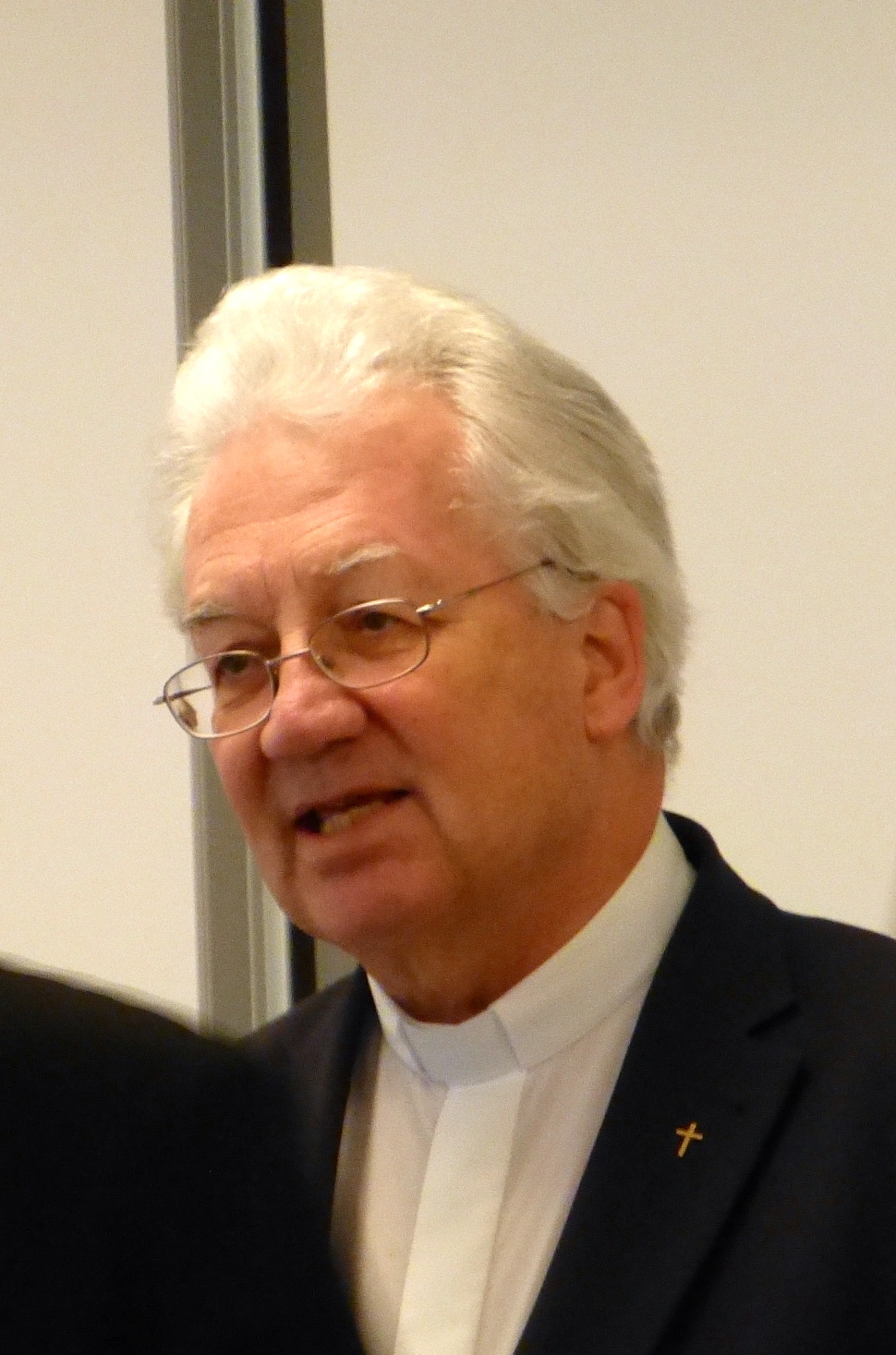
Martin Gächter, Bispo Auxiliar Emérito da Diocese de Basileia (2012)

Martin Gaechter (Basileia, 11 de novembro de 1939) é bispo auxiliar emérito na diocese de Basileia.

## Vida
Em 1959, Martin Gächter formou-se no Basler Humanistische Gymnasium, a escola primária mais antiga da Basileia, e estudou filosofia e teologia católica em Friburgo, Munique, Lucerna, Paris e Solothurn de 1959 a 1963. No dia 28 de junho foi ordenado sacerdote em Delsberg e foi vigário em Berna e Basileia. De 1977 a 1987 foi pároco da paróquia Heiliggeist em Basileia.
Depois de eleito pelo capítulo da catedral de Basileia, o Papa João Paulo II o nomeou bispo titular de Betagbarar em 3 de fevereiro de 1987 e o nomeou bispo auxiliar na diocese de Basileia. Ele era o cônego residente de Solothurn. A consagração episcopal aconteceu em 28 de maio de 1987 na Heiliggeistkirche em Basileia pelo bispo de Basileia Otto Wüst; Os co-consagradores foram Anton Hänggi, ex-bispo de Basileia, e Joseph Candolfi, bispo auxiliar de Basileia. Seu lema é Servare unitatem spiritus ("esforçar-se para preservar a unidade do espírito").
Na Conferência Episcopal Suíça, foi membro do dicastério "Comunidades Espirituais" e "Pessoas em Movimento", bem como membro do "Grupo de Trabalho sobre Novos Movimentos Eclesiais e Comunidades de Vida", "Migração" e "Comissão de Turismo". Na diocese de Basileia foi responsável pelas 60 missões de línguas estrangeiras.
De 1987 a 2000, Martin Gächter foi o bispo jovem da Suíça. De 1998 a 2010 foi Presidente da associação internacional de coroinhas CIM. Participou dos Encontros Mundiais da Juventude em Denver (1993), Manila (1995), Paris (1997), Roma (2000), Toronto (2002), Colônia (2005), Sydney (2010), Madrid (2011) e Rio de Janeiro (2013).
No dia 22 de dezembro de 2014, o Papa Francisco aceitou sua aposentadoria por motivos de idade.
Martin Gächter é prior da seção germano-suíça da Ordem do Santo Sepulcro de Jerusalém desde 2003, da qual é membro desde 1993. Ele é membro das associações estudantis católicas AV Leonina e AV Waldstättia Lucerne desde os tempos de estudante.